# Urobarba
Urobarba är ett släkte av fjärilar. Urobarba ingår i familjen säckspinnare.
Kladogram enligt Catalogue of Life:
| Urobarba | \| \| Urobarba arabica \| \| \| \| \| \| Urobarba exacta \| \| \| \| \| \| Urobarba longicauda \| \| \| \| |
|          | \| \| Urobarba arabica \| \| \| \| \| \| Urobarba exacta \| \| \| \| \| \| Urobarba longicauda \| \| \| \| |
|          | Urobarba arabica                                                                                           |
|          | |
|          | Urobarba exacta                                                                                            |
|          | |
|          | Urobarba longicauda                                                                                        |
|          | |